# 嵐 (駆逐艦)
嵐（あらし）は、日本海軍の駆逐艦。
一等駆逐艦陽炎型の16番艦である。太平洋戦争緒戦時は第4駆逐隊司令駆逐艦として同駆逐隊隊司令有賀幸作大佐（戦艦大和沈没時艦長）が乗艦、ミッドウェー海戦では空母赤城を雷撃で処分した。1943年（昭和18年）8月上旬のベラ湾夜戦で萩風、江風と共に戦没した。

## 艦歴

### 太平洋戦争開戦まで
仮称第112号艦として舞鶴海軍工廠で1939年（昭和14年）5月4日起工。舞鶴海軍工廠で建造された陽炎型は嵐以外に4隻（陽炎、親潮、天津風、野分）が存在する。1940年（昭和15年）2月23日、陽炎型17番艦萩風と同日附で命名された。同年4月22日進水。登録上は舞鶴工廠で建造された姉妹艦野分が陽炎型15番艦で嵐が16番艦だが、起工・進水・竣工のいずれも野分より嵐の方が早い。
同年9月16日附で朝潮型駆逐艦2番艦大潮駆逐艦長渡邉保正中佐は嵐の艤装員長に任命された。同時期、舞鶴海軍工廠に嵐艤装員事務所を設置。渡邉は11月25日附で嵐初代駆逐艦長に任命された。同時期、嵐艤装員事務所を撤去。
嵐は1941年（昭和16年）1月27日に竣工した。横須賀鎮守府籍。
なお白露型駆逐艦8番艦山風の艦名を漢字で縦書きすると嵐と読めるため、2隻（山風、嵐）の間で郵便物の誤配送が多発。山風側は「山」と「風」の間を開いて書くよう要請している。第4駆逐隊側は、艦名に振り仮名を添付して「嵐（アラシ）」と書くよう通達した。
同年3月31日、姉妹艦萩風が竣工すると陽炎型2隻（嵐、萩風）は新編された第4駆逐隊に所属することになった。駆逐隊司令は佐藤寅治郎大佐（前職、第18駆逐隊司令）。翌日、佐藤司令は司令駆逐艦を嵐に指定した。
4月28日、司令駆逐艦は1日だけ萩風に変更された。
佐藤大佐の在任期間は短く、6月18日附で第15駆逐隊（親潮、夏潮、早潮、黒潮）司令へ転任（後日、佐藤は軽巡神通艦長。神通沈没時に戦死）、新たな第4駆逐隊司令として第11駆逐隊司令の有賀幸作大佐が任命された。
また陽炎型15番艦野分は4月28日附で第4駆逐隊に編入された。一時司令駆逐艦に指定されるも（6月3日〜6月10日）、7月1日に一旦4駆から外された。
7月15日、陽炎型18番艦舞風が竣工した。8月1日、第4駆逐隊（嵐、萩風）は第四水雷戦隊に編入される。
10月31日附で新鋭2隻（野分、舞風）は第4駆逐隊に編入された。開戦に備え、各隊・各艦は台湾や海南島へ進出した。南方へむかう第4駆逐隊は豊後水道で試験航海をおこなう大和型戦艦1番艦大和と遭遇、最初は島と間違えたという。

### 太平洋戦争緒戦
太平洋戦争開戦時、陽炎型新鋭艦4隻（嵐、野分、萩風、舞風）は第四水雷戦隊（司令官西村祥治少将：旗艦那珂）に所属し、ひきつづき第4駆逐隊（司令有賀幸作大佐：司令艦嵐）を編成していた。第四水雷戦隊には第4駆逐隊のほかに第2駆逐隊（村雨、五月雨、春雨、夕立）、第9駆逐隊（朝雲、峯雲、夏雲、山雲）、第24駆逐隊（海風、江風、山風、涼風）が所属していた。しかし第4駆逐隊は南方部隊本隊（指揮官近藤信竹第二艦隊司令長官：愛宕〔旗艦〕、高雄、金剛、榛名、第4駆逐隊、第6駆逐隊第1小隊《響、暁》、第8駆逐隊《大潮、朝潮、満潮、荒潮》）に所属、南方作戦を支援しており、第四水雷戦隊とは基本的に別行動だった。マレー沖海戦ではイギリス戦艦プリンス・オブ・ウェールズおよび巡洋戦艦レパルス出現に備えたが、イギリス東洋艦隊は日本軍基地航空隊に撃破された。
1942年（昭和17年）2月下旬、第4駆逐隊第1小隊（嵐、野分）以下南方部隊本隊はセレベス島スターリング湾を出発してジャワ機動作戦に参加。南雲機動部隊に編入された第4駆逐隊第2小隊（萩風、舞風）とは別行動を取った。第1小隊（嵐、野分）は第四戦隊（愛宕、高雄、摩耶）と共に行動し、ジャワ島南方へ進出。
3月1日、「嵐」と「野分」は商船4隻を撃沈。続いて「嵐」は「愛宕」機が発見した商船の元へと向かいオランダ船「ビントエーハン (Bintoehan)」（1020トン）を拿捕した。3月2日、「摩耶」、「嵐」、「野分」は共同でイギリス駆逐艦「ストロングホールド」を、「愛宕」、「高雄」はアメリカ駆逐艦「ピルスバリー」を撃沈した。3月3日、「嵐」と「野分」はアメリカ砲艦「アッシュビル」を撃沈した。「アッシュビル」撃沈後、付近の海面には「アッシュビル」の生存者が多数漂流していたが嵐の艦内に他の捕虜が多く収容されており余裕がなかった。また別の大型商船発見の報告が入り、時間的余裕もなかった。そこでカッターボートを出してインディアナ州出身のフレッド・L・ブラウンだけを救助し、残りは洋上へ退去させた。この結果ブラウンだけが「アッシュビル」の生存者となった。3月4日、「愛宕」、「高雄」、「摩耶」、「嵐」、「野分」はスループ「ヤラ」、特務艦「アンキン (Anking)」（3472トン）、小型油槽艦「フランコール (Francol)」（2607トン）、機動掃海艇「MMS51」からなる船団を攻撃して全滅させた。「嵐」は「ヤラ」の乗組員18名と乗艦中国人12名を救助した。またこの作戦で、砲撃で開いたタンカーの穴に爆雷を放り込んで撃沈するという珍しい攻撃法を行っている。同日、「嵐」はオランダ船「チャーシーローア (Tjisaroea)」（7089トン）を拿捕した。
3月7日、スターリング湾に帰投。
4月1日、吹雪型駆逐艦雷航海長谷川清澄大尉は嵐の航海長に任命され、それまでの嵐水雷長（田中一郎大尉）は海軍兵学校教官へ転任、嵐航海長（本田幸人大尉）が嵐の水雷長となった。
4月4日、3隻（愛宕、嵐、野分）はペナン島を出撃、インド洋に進出する。インド洋方面の作戦を支援したのち、4月11日シンガポールへ帰投した。4月10日附で第一南遣艦隊・第二南遣艦隊・第三南遣艦隊を統一指揮する南西方面艦隊（司令長官高橋伊望中将）が編制され、第二艦隊司令長官近藤信竹中将は南方部隊指揮官の任務を解かれた。
第4駆逐隊第1小隊（嵐、野分）は愛宕を護衛して4月17日に横須賀へ帰投した。翌4月18日にジミー・ドーリットル中佐指揮下のB-25爆撃機16機による帝都（東京）初空襲（ドーリットル空襲）があった。嵐は横須賀港を襲撃した1機のB-25爆撃機に対空射撃をおこなう。この機は潜水母艦から空母へ改造中の龍鳳に爆弾を命中させ、中国本土へ離脱していった。
一方、アメリカ軍の機動部隊（ホーネット、エンタープライズ基幹）追撃の指揮をとる第二艦隊司令長官(前進部隊指揮官)近藤信竹中将は、まず横須賀在泊中の第四戦隊（愛宕《旗艦》、高雄）、第10駆逐隊（夕雲、巻雲、風雲）、第7駆逐隊（潮、曙、漣）、第8駆逐隊（朝潮、荒潮）、第4駆逐隊（嵐、野分）、東京湾で訓練中の空母祥鳳等に出撃を命じた。同時に三河湾に停泊中の重巡摩耶、桂島泊地の重巡妙高、羽黒、呉の軽巡神通に前進部隊への合流を指示した。だが、アメリカ軍機動部隊を捕捉できないまま4月20日夕刻の作戦中止通達を迎え、各隊・各艦は母港への帰路についた。
この頃、祥鳳は護衛に指定された第7駆逐隊と合流できないまま単艦で外洋を航海していた。近藤長官は第7駆逐隊のかわりに第4駆逐隊（嵐、野分）を派遣。4駆第1小隊（嵐、野分）は祥鳳と合流、同艦を護衛して横須賀へ帰投した。

### ミッドウェー海戦以後
5月1日、本田大尉（嵐水雷長）を嵐航海長へ、谷川清澄大尉（嵐航海長）を嵐水雷長にする人事が行われた。
6月上旬、嵐はミッドウェー作戦に参加する。第4駆逐隊（第1小隊《嵐、野分》、第2小隊《萩風、舞風》）は機動部隊警戒隊（指揮官木村進第十戦隊司令官：警戒隊旗艦/十戦隊旗艦長良、第10駆逐隊《風雲、夕雲、秋雲、巻雲》、第17駆逐隊《谷風、浦風、浜風、磯風》）に編入され、南雲機動部隊の主力空母4隻（第一航空戦隊《赤城、加賀》、第二航空戦隊《飛龍、蒼龍》）の直衛としてアメリカ軍と交戦する。空母4隻は輪形陣の中央で一辺8000mの正方形を形成し、右列（赤城/嵐、加賀/萩風）、左列（飛龍/野分、蒼龍/舞風）という配置であった。
6月5日の戦闘序盤、嵐は撃墜されて漂流する空母ヨークタウン雷撃隊の生存者ウェスリー・フランク・オスマス（オスムス）海軍予備少尉を救助し、艦内に収容している。他に巻雲もアメリカ軍搭乗員2名を収容している。
また、エンタープライズ飛行隊長のクラレンス・マクラスキー少佐（急降下爆撃機SBDドーントレス操縦員）によれば、攻撃隊をひきいて会敵予想地点に到達したが南雲機動部隊を発見できず、その策敵中に『1隻の日本巡洋艦』を発見。これを『機動部隊と上陸部隊との連絡艦』と推定し、巡洋艦の針路に合わせて飛ぶことで、南雲機動部隊の空母4隻を発見したと回想している。
ゴードン・ウィリアム・プランゲ博士を始め多くの著作において、嵐はアメリカ潜水艦ノーチラスを爆雷で攻撃したのち本隊に戻るべく増速、これをマクラスキー少佐隊が発見・追跡して南雲機動部隊本隊を発見した…としている。ただし前述のとおり第4駆逐隊司令艦嵐は空母赤城の直衛であり、嵐の戦友会によれば、空襲直前の時点で同艦の傍から離れることはなかったという。南雲機動部隊の真ん中に浮上して戦艦霧島に雷撃を敢行したノーチラスに対し、嵐が爆雷攻撃を行った事は記録に残っている。
結局、エンタープライズの艦爆隊によって赤城、加賀が、ヨークタウンの艦爆隊により蒼龍が被弾炎上した。第4駆逐隊第1小隊（嵐、野分）は赤城の至近にあって消火活動や脱出者の救助に従事した。嵐は赤城に横付して消火作業を行うが駆逐艦による消火には限界があり、漸次赤城乗組員の収容を行う。このとき有賀司令や赤城幹部達は赤城の青木泰二郎艦長を説得して嵐に移乗させたが、のちに青木は予備役に編入された。
加賀の沈没後、同艦の乗組員を救助した第4駆逐隊第2小隊（萩風、舞風）が合流すると、有賀司令は連合艦隊司令部に赤城処分許可を求めるが却下された。そこで有賀司令は『今夜は赤城の警戒に任じ、敵艦来たらば刺違え戦法をもってこれを撃滅せんとす』との命令を発した。第4駆逐隊は赤城の警戒にあたるが、水平線上に敵影を発見し、これに対し突撃する一幕もあったという。この頃山本五十六連合艦隊司令長官（大和座乗）より赤城の処分命令が下った。これを受けて嵐以下第4駆逐隊4隻は赤城を雷撃により処分した。
6月6日、嵐では先に救助されていたオスムス海軍予備少尉が何者かに斬殺されて水葬された。戦後、嵐生存者は捕虜殺害の責任者として、戦争中に戦死した有賀司令、渡辺(当時駆逐艦長)、松浦勉(砲術長)の名前をあげている。
その後、第4駆逐隊は赤城と加賀の生存者を戦艦長門、陸奥等に移乗させた。またアリューシャン攻略作戦の支援およびアメリカ軍機動部隊北方出現時に対処するため、6月6日附で第三戦隊（比叡、金剛）、空母瑞鳳、第八戦隊（利根、筑摩）、第10駆逐隊（秋雲、夕雲、巻雲、風雲）、第4駆逐隊（嵐、野分、萩風、舞風）、特設水上機母艦神川丸は北方部隊（第五艦隊）に編入され、それぞれ北方海面に進出する。6月中旬以降の第二機動部隊（指揮官角田覚治第四航空戦隊司令官）区分は、第一空襲部隊（龍驤《第四航空戦隊旗艦》、隼鷹、高雄、潮、曙、漣、浦風、東邦丸）、第二空襲部隊（瑞鶴《第五航空戦隊旗艦》、瑞鳳、摩耶、嵐、野分、萩風、舞風、富士山丸）だったが、アメリカ軍との交戦は生起しなかった。
日本帰還後の7月14日、第4駆逐隊は正式に第三艦隊・第十戦隊（司令官木村進少将）へ編入された。7月30日、「嵐」、「萩風」はミッドウェー攻略部隊に指定されていた陸軍一木支隊約2400名を内地に帰還させるべく、輸送船「ぼすとん丸」、「大福丸」を護衛してグアム島へ向かった。一木支隊を乗せて8月6、7日にグアムより中継地のサイパンへ向けていったん出発するも、グアム待機となる。一木支隊は連合軍が上陸したガダルカナル島へ投入されることとなり、8月8日に改めて船団はグアムを出港し、「嵐」と「萩風」護衛で8月12日にトラックに着いた。

### ソロモン海の戦い
8月7日、アメリカ軍のガダルカナル島とフロリダ諸島上陸によりガダルカナル島の戦いがはじまった。8月16日、第4駆逐隊司令有賀幸作大佐（嵐座乗）指揮下の陽炎型駆逐艦6隻（嵐、萩風、陽炎、谷風、浦風、浜風）は陸軍一木支隊約900名（指揮官一木清直大佐）を乗せてトラック泊地発、8月18日深夜にガダルカナル島北東部のタイボ岬へ揚陸した。17駆3隻（谷風、浦風、浜風）はラビの戦いに従事するためラバウル基地へ向かい、3隻（嵐、萩風、陽炎）でアメリカ軍小型艦艇や陸地の米海兵隊を攻撃する。翌日、アメリカ軍のB-17爆撃機の空襲を受け萩風が大破した。嵐は萩風を掩護し、ガ島警戒任務を陽炎に委任して退避した。8月21日、嵐以下が輸送した陸軍一木支隊はイル川渡河戦で全滅した。トラック泊地到着直前の23日午後1時、嵐、萩風は山本五十六長官座乗の戦艦大和、空母春日丸(大鷹)、第7駆逐隊（漣、潮、曙）と遭遇した。萩風は修理のため日本本土に向かった。嵐はラバウルに向かい、27日に入港した。
嵐は一時的に第十八戦隊（司令官松山光治少将：軽巡天龍、龍田）の指揮下に入ると、ラビの戦いに投入された。ふたたび第17駆逐隊（谷風、浦風、浜風、磯風）が嵐の僚艦となる。8月28日14時、天龍、浦風に護衛された駆逐艦3隻（嵐、叢雲、弥生）・哨戒艇3隻は、呉鎮守府第三特別陸戦隊（海軍陸戦隊）約770名を乗せてラバウルを出撃、29日18時にパプアニューギニアのミルン湾ラビ東方に到着して陸戦隊を揚陸する。9月1日16時、嵐は横五特約200名が分乗する哨戒艇2隻を護衛してラバウル発、途中で浜風と合流した。9月2日10時25分、アメリカ軍軽巡洋艦1隻および輸送船1隻ミルン湾入港との情報を得て駆逐艦2隻（嵐、浜風）のみミルン湾へ急行、だが米艦は既に撤収していたため水上戦闘は起きず、悪天候のため陸上との連絡にも失敗した。9月3日午前7時、松山少将より陸戦隊の負傷者収容と敵陣地砲撃命令を受けて2隻は反転、再びラビへ向かう。午後10時以降浜風は対地砲撃を実施、嵐は陸戦隊と連絡を取ったのち、負傷した呉三特司令を乗せて9月4日午前2時にミルン湾を出発、同日午後7時にラバウルへ帰着した。撤退作戦従事中の9月6日午後10時前後、2隻（龍田、嵐）はニューギニア島のミルン湾ラビに突入、港湾に停泊していた連合国軍貨物船1隻を撃沈した。翌日15時にアメリカ軍機とB-17の空襲を受け嵐に負傷者1名が出た。夜間、龍田、嵐は再びミルン湾に突入して対地砲撃を行うが、陸戦隊の収容は出来なかった。
ラビ方面の戦いが失敗すると、嵐は再びガダルカナル島の戦いおける駆逐艦輸送作戦（鼠輸送）に投入された。9月13日20時30分、嵐は輸送船佐渡丸（第二師団所属青葉支隊：支隊長那須弓雄少将）を護衛してラバウル発、14日午後4時ショートランド泊地着。同地で橋本信太郎少将（第三水雷戦隊司令官：旗艦川内）が指揮する外南洋部隊奇襲隊に編入された。軽巡川内、駆逐艦7隻（海風、江風、浦波、敷波、叢雲、白雪、嵐）は陸兵約1100名、連隊砲6、速射砲4、弾薬糧食等を搭載して午後11時にショートランド出撃したが、アメリカ軍機が活発に行動しているため15日朝の揚陸は中止、川内はショートランド泊地へ避退した。駆逐艦7隻のみで揚陸作戦を続行、9月15日午後8時頃にガダルカナル島北西カミンボ湾に到着して物資揚陸に成功した。ショートランドへの離脱中、輸送隊はアメリカ軍機の攻撃を受ける。嵐は急降下爆撃機9機、雷撃機4機に襲撃されたが、魚雷1本が艦底を通過して回避に成功、他艦も被害を受けることなく9月16日午後1時過ぎにショートランド泊地へ戻った。
9月18日8時30分、有賀司令は駆逐艦4隻（嵐、海風、江風、涼風）を指揮してショートランド泊地発。またガ島ルンガ泊地にアメリカ軍輸送船団侵入の報告を受け、増援部隊（川内、浦波、白雪、叢雲、浜風）が急遽ショートランド泊地を出撃、ルンガ泊地へ向かうがアメリカ軍輸送船団は素早く撤収し、会敵できなかった。川内隊はルンガ泊地桟橋附近を砲撃、輸送隊（嵐、海風、江風、涼風）は夜10時以降ガ島カミンボ湾に到着して陸兵約170名、野砲4門、軍需品を揚陸した。9月23日附で嵐は第三艦隊に復帰し、25日にトラック泊地に到着した。
10月下旬、第4駆逐隊（嵐、舞風、野分）は南太平洋海戦に参加した。第一航空戦隊の空母3隻（翔鶴、瑞鶴、瑞鳳）を重巡1隻（熊野）、駆逐艦8隻（第4駆逐隊《嵐、舞風》、第61駆逐隊《照月》、第16駆逐隊《雪風、初風、天津風、時津風》、第17駆逐隊《浜風》）が護衛、野分は燃料補給船団に配備されていた。10月25日、南雲機動部隊は無線封止中のため、命令を受けた嵐は艦隊から分離して単艦で東方へ向かい、機動部隊の行動と情勢を発信した。
10月26日、アメリカ軍機動部隊艦載機の空襲により空母翔鶴被弾後、4駆司令艦嵐は旗艦翔鶴の通信を代行した。その後、嵐には南雲忠一司令長官や草鹿龍之介参謀長など第三艦隊司令部が移乗。一時的に嵐を南雲機動部隊旗艦とした。損傷した空母2隻（翔鶴、瑞鳳）は駆逐艦2隻（初風、舞風）に護衛されてトラック泊地へ避退。南雲長官は17時30分になって『本職嵐ニ将旗ヲ移揚セリ、嵐ヲ率ヰ二航戦及瑞鶴所在ニ急行ス』を通知して南下を開始した。旗艦の変更が遅れた事、瑞鶴ではなく嵐になった事について関係者は幾つかの回想を残している。中島親孝通信参謀によれば、南雲司令部は秋月型駆逐艦2番艦照月に移乗するつもりだったが、打ち合わせ不備のため照月が離れてしまい、嵐に変更されたという。翌日、嵐は機動部隊（瑞鶴、隼鷹等）と合流、南雲司令部を瑞鶴に送り届けた。
11月2日、損傷艦（翔鶴、瑞鳳、熊野、筑摩）および護衛艦（嵐、野分、秋月、秋雲、浦風、谷風、磯風、浜風）はトラック泊地を出発。翔鶴隊は11月6日に横須賀へ帰投。嵐は8日から18日までドックで修理整備を行う。
修理中の11月15日附で渡邉中佐は嵐駆逐艦長職を解かれる（渡邉は12月28日附で陽炎型駆逐艦7番艦初風駆逐艦長）。2代目嵐艦長は、舞鶴海軍工廠で修理中の駆逐艦3隻（大潮、不知火、霞）駆逐艦長を兼務していた杉岡幸七中佐（吹雪型駆逐艦狭霧沈没時艦長等を歴任）となった。
11月21日、第4駆逐隊（嵐、野分）は横須賀を出港して大分回航。23日、陸軍特務艦あきつ丸を護衛して内地を出発し、12月1日ラバウルへ到着した。
嵐、野分、有明は外南洋部隊増援部隊に編入されショートランド泊地へ進出、再び『鼠輸送』に従事する。12月3日、田中頼三第二水雷戦隊司令官の指揮下、第二次輸送作戦（親潮、黒潮、陽炎、巻波、長波、江風、涼風、嵐、野分、夕暮）を実施するが、巻波が空襲により損傷した。22時以降ガダルカナル島タサファロング泊地にドラム缶1500個を投入したが、回収されたのは310個だけであった。
12月7日午前11時、駆逐艦11隻（指揮官/第15駆逐隊司令佐藤寅治郎大佐：嵐、野分、長波、親潮、黒潮《旗艦》、陽炎、浦風、谷風、江風、涼風、有明）による第三次輸送作戦に参加してショートランド泊地発。午後4時以降の空襲で4駆僚艦「野分」が被弾し航行不能となった。嵐も小破した。野分は長波に曳航され、嵐、有明に護衛されてショートランド泊地へ避退した。それ以外の駆逐隊は揚陸作戦を続行したが、アメリカ軍魚雷艇やアメリカ軍機に妨害され、揚陸を中止してショートランドへ戻った。
なお第三次輸送作戦、第四次作戦に参加した初春型駆逐艦2隻（有明、夕暮）について田中司令官は『夕暮と有明は他艦に比べて速度が出ないので取扱いに困った』と評価している。
ガダルカナル島の戦況は悪化する一方であり、山本五十六連合艦隊司令長官は『今次ノ駆逐艦輸送ニ期待スルトコロ極メテ大ナリ、アラユル手段ヲ講ジ任務達成ニ努メヨ』と激励する。12月11日13時30分、嵐は駆逐艦11隻（指揮官/田中二水戦司令官）による第四次輸送作戦に参加してショートランド発。田中司令官は最新鋭の秋月型駆逐艦照月を旗艦と定め、警戒隊（照月、嵐、長波、江風、涼風）、輸送隊（陽炎、黒潮、親潮、谷風、浦風、有明）という戦力を揃える。だがガダルカナル島揚陸中、警戒隊（長波→嵐→照月の単縦陣）はアメリカ軍魚雷艇の雷撃を受け、被雷した照月は自沈した。田中二水戦司令官は長波に移乗、嵐が照月の救援に当たる。嵐は照月に接舷して乗組員約140名を救助。照月は艦長以下の手により自沈。嵐に移乗できなかった第61駆逐隊司令則満宰次大佐と照月艦長以下156名はガ島へ上陸した。一方、嵐が照月を救援している最中に長波以下他艦はガダルカナル島海域を離脱したため、嵐は単艦で現場を退避、主隊から約6時間以上遅れた午後4時頃にショートランド泊地に到着した。投下されたドラム缶1200個のうち回収されたのは220個にすぎなかったという。
1943年（昭和18年）1月10-11日、第二水雷戦隊司令官小柳冨次少将指揮下の駆逐艦8隻（黒潮《旗艦》、巻波、江風、嵐、大潮、荒潮、初風、時津風）による第五次輸送が実施された。警戒隊（江風、黒潮、初風、時津風）、輸送隊（嵐、巻波、大潮、荒潮）、待機隊（長波）という区分だった。作戦中、アメリカ軍魚雷艇の攻撃で第16駆逐隊の姉妹艦初風（駆逐艦長渡邉保正中佐）が大破。有賀司令の指揮下、駆逐艦3隻（嵐、江風、時津風）はガダルカナル島からショートランド泊地まで初風を護衛した。同作戦指揮官の第二水雷戦隊司令官小柳冨次少将は初風を護りきった有賀(4駆司令)と中原義一郎(24駆司令)、3隻（嵐、江風、時津風）を賞賛している。
続いて嵐は第十戦隊司令官木村進少将を指揮官とする駆逐艦9隻（秋月《第十戦隊旗艦》、時津風、嵐、黒潮、谷風、浦風、浜風、磯風、舞風）でガ島輸送作戦を実施した。警戒隊（秋月、黒潮、時津風、嵐、舞風）、輸送隊（谷風、浦風、浜風、磯風）という区分だった。各艦は13日朝までにショートランド泊地に集結、1月14日朝に出撃した。揚陸作戦成功後の15日朝、嵐はガダルカナル島からの帰路でアメリカ軍機の攻撃を受け、航行不能となる。他に谷風駆逐艦長の勝見中佐が戦死、浦風も小破した。有賀司令は第15駆逐隊黒潮による曳航の申し出を断り、第4駆逐隊姉妹艦舞風に嵐を曳航させている。零式水上観測機の護衛も受け、各艦はショートランド泊地へ避退した。なお午後1時30分頃に零観10機がB-17型10機・P-39エアコブラ12機と空戦を行い、5機（6機）喪失と引き替えにP-39を1機撃墜したという。
1月16日、第4駆逐隊司令駆逐艦は嵐から舞風に変更された。
1月19日、第十戦隊旗艦秋月がアメリカ潜水艦ノーチラスの雷撃で大破、その際に木村司令官は負傷したため1月21日附で第二水雷戦隊司令官小柳冨次少将が第十戦隊司令官に任命された。
嵐はトラックで応急修理を行い、2月のガダルカナル島撤退作戦（ケ号作戦）に支援隊として参加する。この第二次撤退作戦で第4駆逐隊舞風、第三次撤退作戦で17駆姉妹艦磯風が損傷して長期修理となった。
2月13日、第4駆逐隊司令駆逐艦は舞風から嵐に戻った。
作戦終了後の2月15日、第三戦隊司令官栗田健男中将（金剛座乗）を指揮官とする回航部隊が編制される。
空母2隻（隼鷹、冲鷹）、第三戦隊（金剛、榛名）、水上機母艦日進、重巡2隻（鳥海、利根）、駆逐艦5隻（第27駆逐隊《時雨》、第31駆逐隊《大波》、第15駆逐隊《黒潮、陽炎》、第4駆逐隊《嵐》）はトラック泊地を出港。
だが、悪天候のため航空隊収容不能だった3隻（隼鷹、陽炎、黒潮）のみトラックへ引き返した。
19日、4隻（鳥海、冲鷹、嵐、大波）は金剛隊と分離。20日に横須賀到着。同日附で第4駆逐隊司令は有賀幸作大佐から杉浦嘉十大佐に交代した（有賀大佐は3月1日より高雄型重巡洋艦3番艦鳥海艦長）。
2月24日、第4駆逐隊司令駆逐艦は嵐から萩風に変更される。嵐水雷長も谷川大尉から宮田敬助大尉に交代。嵐は母港で修理を実施した。

### 北方作戦への対応
5月上旬、第一航空戦隊（瑞鶴、瑞鳳）および第十戦隊（旗艦《阿賀野》、第16駆逐隊《雪風》、第10駆逐隊《夕雲、秋雲》）がトラック泊地より内地に帰投した。い号作戦で消耗した母艦航空部隊を補充・再建する為である。5月8日、瑞鶴隊は呉到着。駆逐艦2隻（嵐、漣）は佐世保へ向かう空母瑞鳳の護衛をおこなった。
5月12日、アメリカ軍はアッツ島に来攻（アッツ島の戦い）、それにともない連合艦隊水上部隊主力は東京湾に集結し、北方作戦に備えた。5月21日、機動部隊（空母3隻《翔鶴、瑞鶴、瑞鳳》、巡洋艦5隻《熊野、鈴谷、最上、大淀、阿賀野》、駆逐艦3隻《浜風、嵐、雪風》）は横須賀に到着した。
5月22日、連合艦隊司令長官古賀峯一大将直率の戦艦3隻（武蔵、金剛、榛名）、空母飛鷹、第八戦隊（利根、筑摩）、駆逐艦5隻（第27駆逐隊《時雨、有明》、第24駆逐隊《海風》、第61駆逐隊《初月、涼月》）がトラック泊地より横須賀に到着する。
大和型戦艦2番艦武蔵には4月18日海軍甲事件で戦死した前連合艦隊長官山本五十六大将の遺骨が乗せられていた。5月22日、横須賀帰着（武蔵のみ木更津冲入泊）。山本元帥の戦死は21日に公表され、通夜および告別式は23日武蔵艦上で行われたのち、遺骨は第10駆逐隊（秋雲、夕雲）により武蔵から横須賀へ運ばれた。第三艦隊司令長官小沢治三郎中将は嵐に将旗を移し、木更津沖まで出向いたという。
5月29日、アッツ島守備隊（指揮官山崎保代陸軍大佐）は玉砕。有力な米水上部隊の不在、燃料不足、守備隊玉砕という観点より、機動部隊の北方作戦参加は中止。各艦・各部隊は横須賀を経由して内海西部へ回航された。第十戦隊（阿賀野、風雲、雪風、浜風、谷風、嵐）は戦艦・重巡部隊を護衛して呉へ移動している。

### ニュージョージア島の戦い

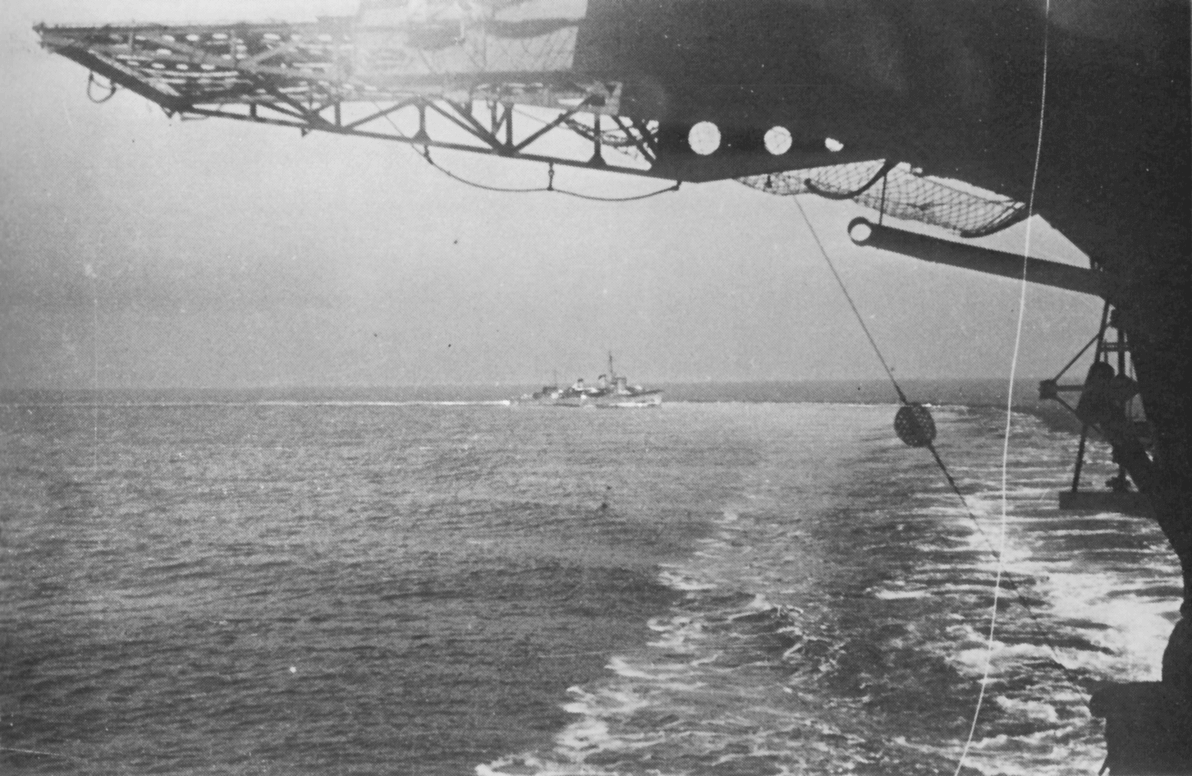
1943年3月17日、日本沖で訓練任務に就く航空母艦「翔鶴」と運用する嵐

6月21日附で、第十戦隊司令官は小柳少将から大杉守一少将に交代した。
6月30日、アメリカ軍はニュージョージア諸島南西部レンドバ島に上陸を敢行、ニュージョージア島の戦いが始まった。ソロモン諸島の戦局急迫にともない、日本海軍機動部隊はトラック泊地に進出することになった。
7月10日、第三艦隊司令長官小沢治三郎中将が指揮する空母4隻（翔鶴、瑞鶴、瑞鳳、冲鷹）、重巡洋艦3隻（利根、筑摩、最上）、軽巡洋艦2隻（大淀、阿賀野）、水上機母艦日進、駆逐艦部隊（第4駆逐隊《嵐、萩風》、第17駆逐隊《磯風》、第61駆逐隊《涼月、初月》、夕雲型駆逐艦《玉波》）は日本本土を出撃。7月15日、暗号解読や僚艦からの通報により、アメリカ潜水艦ティノサとポーギーがトラック諸島近海で小沢機動部隊を待ち伏せていた。ティノサは距離3500mで魚雷4本を発射するが回避され、小沢艦隊は被害なくトラック泊地に到着した。
さらに5隻（日進、利根、筑摩、最上、大淀）と第十戦隊（阿賀野、磯風、萩風、嵐、涼月、初月）はラバウルへ進出し、ブーゲンビル島ブイン輸送を行った。当時、ニュージョージア島の戦いにおける日本軍の劣勢は明らかであり、地上軍の補充と増強が強く求められていた。ラバウルで嵐は利根に、萩風は筑摩に、磯風は大淀にそれぞれ燃料補給を受けた。準備完了後、秋月型駆逐艦2隻（涼月、初月）はブカ島輸送を実施。また、第十戦隊司令官大杉守一少将は阿賀野から萩風に移乗し将旗を掲げた。不知火型3隻（萩風、嵐、磯風）は、戦車等の軍需物資を満載した水上機母艦日進を護衛しつつブインへ向かうが、7月22日ブイン到着直前（ショートランド北口北方20浬）で空襲を受け日進が沈没した。駆逐艦3隻は生存者の救助に奔走した。
ラバウルに帰投後、第十戦隊旗艦は萩風から阿賀野に戻った。ここで第4駆逐隊のみ南東方面部隊・外南洋部隊（第八艦隊）・増援部隊（第三水雷戦隊）に編入され、ソロモン諸島に残ることになった。外南洋部隊増援部隊はニュージョージア島の戦いにともなうクラ湾夜戦やコロンバンガラ島沖海戦で旗艦2隻（秋月型駆逐艦新月《第三水雷戦隊司令官秋山輝男少将戦死、三水戦司令部全滅》、川内型軽巡洋艦神通《第二水雷戦隊司令官伊崎俊二少将戦死、二水戦司令部全滅》）、駆逐艦多数（長月、初雪、清波、夕暮）を喪失し、他の駆逐艦も軒並み損傷、7月7日に任命されたばかりの第三水雷戦隊司令官伊集院松治大佐（前職戦艦金剛艦長）が、軽巡洋艦川内を旗艦として増援部隊の指揮を執っていた。第4駆逐隊（萩風、嵐）以外の艦（利根、筑摩、最上、阿賀野、大淀、磯風、涼月、初月）はトラックへ帰投したが、その際磯風は魚雷と弾薬を萩風、嵐に供与している。
7月25日、第4駆逐隊（萩風、嵐）と第27駆逐隊（駆逐隊司令原為一大佐）白露型駆逐艦時雨、合計3隻でレカタ（サンタイサベル島）輸送を実施。揚陸に成功し28日ラバウルへ帰投した。この時、駆逐艦2隻（三日月、有明）はニューブリテン島ツルブ輸送作戦中、27日同島へ座礁し、さらに空襲を受け28日に2隻とも沈没した。
8月1日、駆逐艦4隻（萩風、嵐、時雨、天霧）はコロンバンガラ島輸送作戦を実施中、アメリカ軍魚雷艇群と交戦する。夜間水上戦闘の最中、警戒隊天霧はジョン・F・ケネディ中尉を艇長とする魚雷艇「PT-109」を体当たりによって撃沈した。8月2日夕刻ラバウル帰投。損傷した天霧の代艦として白露型駆逐艦江風が輸送作戦に加わった。8月2日、外南洋部隊指揮官鮫島具重中将(第八艦隊司令長官)は、増援部隊5隻（川内、萩風、嵐、江風、時雨）によるブインとコロンバンガラ島輸送を下令、第4駆逐隊側としては綱渡りのような作戦に危機感を覚えたが実施するしかなかった。

### ベラ湾夜戦
1943年（昭和18年）8月6日、ブインおよびコロンバンガラ島への輸送のため増援部隊はラバウルを出港し、第三水雷戦隊旗艦（司令官伊集院松治少将）の軽巡川内（陸兵450名、物資130トン）はブインへ向かい、駆逐艦4隻（萩風《第4駆逐隊司令杉浦嘉十大佐座乗》、嵐、江風、時雨）はコロンバンガラ島へ向かう。
警戒隊は時雨(第27駆逐隊司令原為一大佐)、輸送隊は3隻（第4駆逐隊《萩風、嵐》、第24駆逐隊《江風》）で、輸送兵力は陸兵950名と物資90トンである。日中の時点で輸送隊はアメリカ軍哨戒機に捕捉され、行動を報告されていた。これに対し、日本側は「敵有力部隊策動の恐れあり」程度にしかアメリカ軍の行動を把握しておらず、予定されていた水上偵察機の夜間哨戒も天候不良を理由に中止されている。
同日夜、コロンバンガラ輸送隊はソロモン諸島コロンバンガラ島沖（ベラ湾）にて、フレデリック・ムースブラッガー中佐指揮下の米水上部隊（駆逐艦6隻）と交戦した（ベラ湾夜戦）。戦闘当時の天候は曇りで視界不良。萩風-嵐-江風-時雨の単縦陣はアメリカ軍のレーダーに捕捉され、先制雷撃を受けた。敵艦隊に気付いたものの回避は間に合わず、まず江風が轟沈した。
その後の砲撃により第4駆逐隊2隻（嵐、萩風）も相次いで沈没した。
完全な奇襲の上に複数方向から雷撃・砲撃されたため、日本側は水上艦艇・魚雷艇・飛行機による同時攻撃と錯覚している。
嵐は左舷への被雷と共に主砲も魚雷発射管も使用不能となり、搭載していた陸軍物資弾薬に引火して炎上した。前部に残っていた25mm機銃で最後まで反撃に努めた。しかし米艦隊の砲撃により、間もなく沈没している。嵐では艦長以下178名（または182名）が戦死（艦長は脱出したものの生還せず）、生存者は嵐、萩風各艦約70名、江風約40名。三隻が分乗させていた陸軍兵は940名中約820名が戦死した。生存者はベララベラ島に漂着し、その後救出された。
生還した日本側駆逐艦は時雨のみであった。時雨は魚雷8本を発射するも、効果はなかった（時雨側は駆逐艦1隻に命中と誤認）。
その後、米艦隊の追撃を振り切った時雨は生存者の救助を陸上部隊に依頼、ブイン輸送を終えた川内と合流してラバウルへ帰投した。8月9日、大本営は「飛行機、魚雷艇と協同する敵水雷戦隊と交戦、駆逐艦1隻を撃沈、わが方もまた駆逐艦1隻沈没、1隻大破」と発表した。アメリカ軍の発表は「日本軍巡洋艦2隻撃沈・駆逐艦1隻撃沈、駆逐艦1隻撃破」だったという。
駆逐艦嵐と萩風は10月15日附で不知火型駆逐艦
第4駆逐隊、
帝国駆逐艦籍、
それぞれから除籍された。

## 公試成績
| 時期   | 排水量 | 出力      | 速力    | 実施日                     | 実施場所   | 備考      |
| ------ | ------ | --------- | ------- | -------------------------- | ---------- | --------- |
| 新造時 | 2,526t | 52,253shp | 34.76kt | 1940年（昭和15年）12月16日 | 宮津湾北方 | 10/10全力 |

## 歴代艦長
艤装員長
1. 渡邉保正 中佐：1940年9月16日[6] - 1940年11月25日[8]

駆逐艦長
1. 渡邉保正 中佐：1940年11月25日[8] - 1942年11月15日[120]
2. 杉岡幸七 中佐：1942年11月15日[120] - 1943年8月7日 戦死、同日付任海軍大佐[222]